# Gadimyxa sphaerica
Gadimyxa sphaerica is een microscopische parasiet uit de familie Parvicapsulidae. Gadimyxa sphaerica werd in 2007 beschreven door Køie, Karlsbakk & Nylund. 